# Gimnasia en los Juegos Suramericanos de 2010

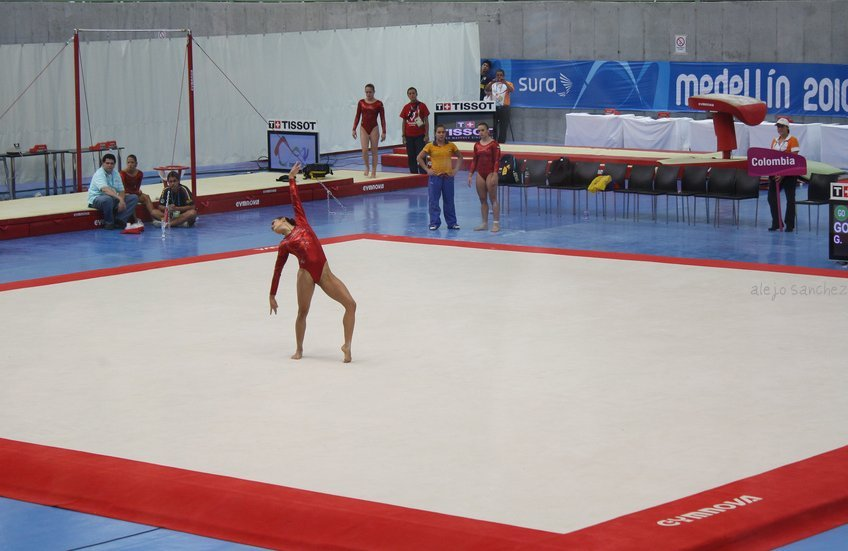
Competencia de Gimnasia artística en los Juegos Suramericanos de 2010.

Se detallan los resultados de las competiciones deportivas para la especialidad de Gimnasia
en los IX Juegos Suramericanos.

## Gimnasia rítmica
El campeón de la especialidad Gimnasia rítmica fue  Brasil.

### Medallero
Los resultados del medallero por información de la Organización de los Juegos Medellín 2010
fueron:

#### Medallero total
País anfitrión en negrilla. La tabla se encuentra ordenada por la cantidad de medallas de oro
| Núm.  | País      | Oro | Plata | Bronce | Total | Orden por Total |
| ----- | --------- | --- | ----- | ------ | ----- | --------------- |
| 1     | Brasil    | 7   | 3     | 0      | 10    | 1               |
| 2     | Venezuela | 2   | 3     | 3      | 8     | 2               |
| 3     | Argentina | 0   | 3     | 3      | 6     | 3               |
| TOTAL | TOTAL     | 9   | 9     | 6      | 24    |                 |

Fuente: Organización de los IX Juegos Suramericanos Medellín 2010

#### Medallero por género
País anfitrión en negrilla. La tabla se encuentra ordenada por la cantidad de medallas de oro
| Clasificación por Oro | País      | Hombres | Hombres | Hombres | Hombres | Mujeres | Mujeres | Mujeres | Mujeres | Mixtos | Mixtos | Mixtos | Mixtos | TOTAL | Clasificación por Total |
| Clasificación por Oro | País      |         |         |         | Total   |         |         |         | Total   |        |        |        | Total  | TOTAL | Clasificación por Total |
| 1                     | Brasil    | 0       | 0       | 0       | 0       | 7       | 3       | 0       | 10      | 0      | 0      | 0      | 0      | 10    | 1                       |
| 2                     | Venezuela | 0       | 0       | 0       | 0       | 2       | 3       | 3       | 8       | 0      | 0      | 0      | 0      | 8     | 2                       |
| 3                     | Argentina | 0       | 0       | 0       | 0       | 0       | 3       | 3       | 6       | 0      | 0      | 0      | 0      | 6     | 3                       |
| TOTAL                 | TOTAL     | 0       | 0       | 0       | 0       | 9       | 9       | 6       | 24      | 0      | 0      | 0      | 0      | 24    |                         |

Fuente: Organización de los IX Juegos Suramericanos Medellín 2010

## Gimnasia artística
El campeón de la especialidad Gimnasia artística fue  Brasil.

### Medallero
Los resultados del medallero por información de la Organización de los Juegos Medellín 2010
fueron:

#### Medallero total
País anfitrión en negrilla. La tabla se encuentra ordenada por la cantidad de medallas de oro
| Núm.  | País      | Oro | Plata | Bronce | Total | Orden por Total |
| ----- | --------- | --- | ----- | ------ | ----- | --------------- |
| 1     | Brasil    | 5   | 6     | 4      | 15    | 1               |
| 2     | Colombia  | 5   | 6     | 0      | 11    | 2               |
| 3     | Venezuela | 4   | 1     | 2      | 7     | 3               |
| 4     | Chile     | 0   | 1     | 3      | 4     | 4               |
| 5     | Argentina | 0   | 0     | 4      | 4     | 4               |
| 6     | Ecuador   | 0   | 0     | 2      | 2     | 5               |
| TOTAL | TOTAL     | 14  | 14    | 15     | 43    |                 |

Fuente: Organización de los IX Juegos Suramericanos Medellín 2010

#### Medallero por género
País anfitrión en negrilla. La tabla se encuentra ordenada por la cantidad de medallas de oro
| Clasificación por Oro | País      | Hombres | Hombres | Hombres | Hombres | Mujeres | Mujeres | Mujeres | Mujeres | Mixtos | Mixtos | Mixtos | Mixtos | TOTAL | Clasificación por Total |
| Clasificación por Oro | País      |         |         |         | Total   |         |         |         | Total   |        |        |        | Total  | TOTAL | Clasificación por Total |
| 1                     | Brasil    | 4       | 2       | 2       | 8       | 1       | 4       | 2       | 7       | 0      | 0      | 0      | 0      | 15    | 1                       |
| 2                     | Colombia  | 4       | 4       | 0       | 8       | 1       | 2       | 0       | 3       | 0      | 0      | 0      | 0      | 11    | 2                       |
| 3                     | Venezuela | 0       | 1       | 1       | 2       | 4       | 0       | 1       | 5       | 0      | 0      | 0      | 0      | 7     | 3                       |
| 4                     | Chile     | 0       | 1       | 3       | 4       | 0       | 0       | 0       | 0       | 0      | 0      | 0      | 0      | 4     | 4                       |
| 5                     | Argentina | 0       | 0       | 2       | 2       | 0       | 0       | 2       | 2       | 0      | 0      | 0      | 0      | 4     | 4                       |
| 6                     | Ecuador   | 0       | 0       | 0       | 0       | 0       | 0       | 2       | 2       | 0      | 0      | 0      | 0      | 2     | 5                       |
| TOTAL                 | TOTAL     | 8       | 8       | 8       | 24      | 6       | 6       | 7       | 19      | 0      | 0      | 0      | 0      | 43    |                         |

Fuente: Organización de los IX Juegos Suramericanos Medellín 2010